# Chapelle-Vallon
Pour les articles homonymes, voir Chapelle (homonymie).
Chapelle-Vallon est une commune française, située dans le département de l'Aube en région Grand Est.

## Géographie

### Localisation
Chapelle-Vallon est un village de l'Aube, située à 15 km au nord à vol d'oiseau de Troyes, 26 km au sud-est de Romilly-sur-Seine et  13 km au sud-ouest d'Arcis-sur-Aube.

### Communes limitrophes
Les communes limitrophes sont  Aubeterre, Chauchigny, Les Grandes-Chapelles, Mergey, Montsuzain, Rilly-Sainte-Syre, Villacerf et Voué.
| Rilly-Sainte-Syre | Les Grandes-Chapelles | Voué       |
| Chauchigny        | Chapelle-Vallon       | Montsuzain |
| Villacerf         | Mergey                | Aubeterre  |

### Géologie et relief
La superficie de la commune est de 19,24 km2 ; son altitude varie de 128  à   204 mètres.

### Hydrographie
La commune est dans la région hydrographique « la Seine de sa source au confluent de l'Oise (exclu) » au sein du bassin Seine-Normandie. Elle n'est drainée par aucun cours d'eau,.

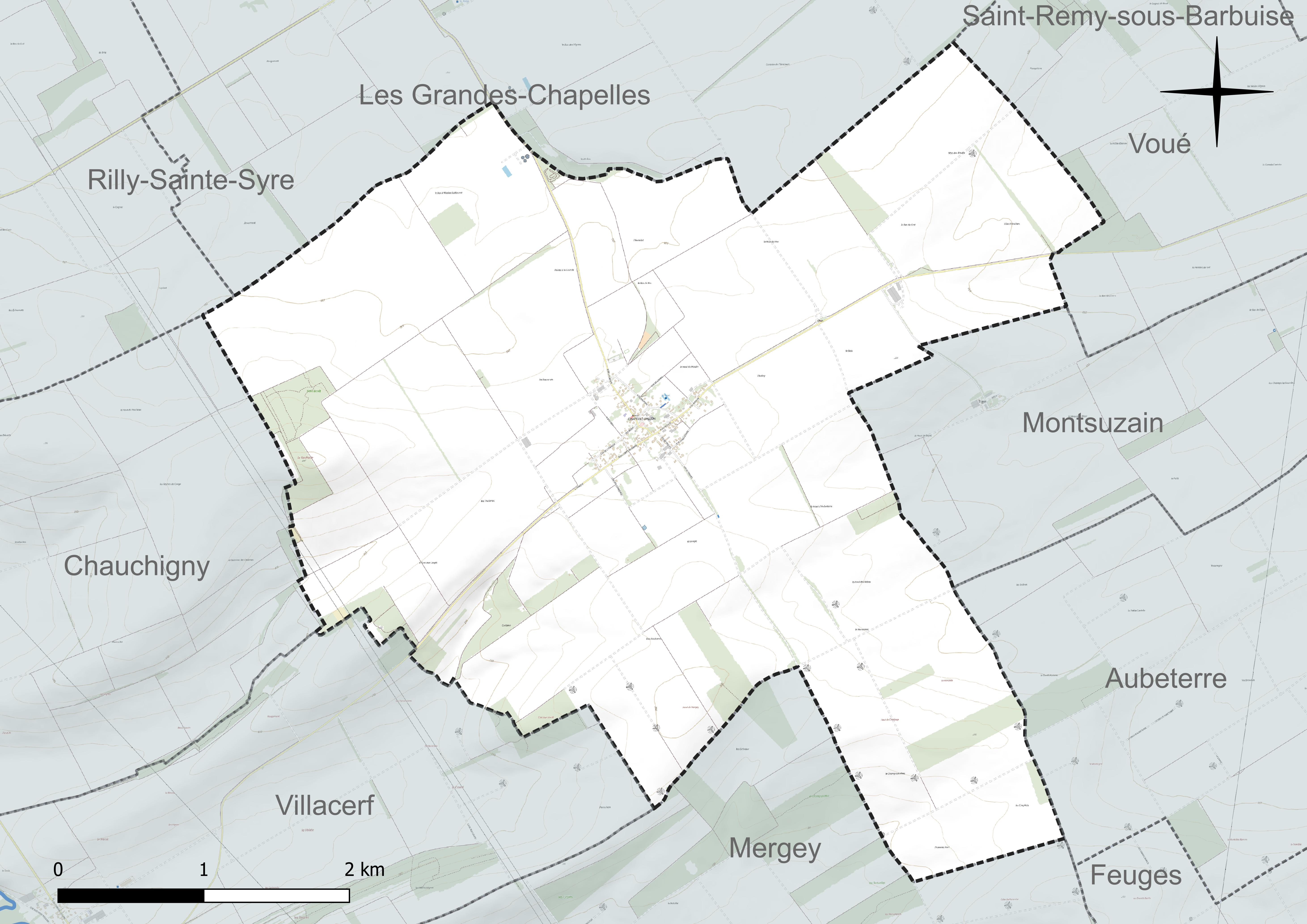
Réseau hydrographique de Chapelle-Vallon.

### Climat
Pour des articles plus généraux, voir Climat du Grand Est et Climat de l'Aube.
En 2010, le climat de la commune est de type climat océanique dégradé des plaines du Centre et du Nord, selon une étude du Centre national de la recherche scientifique s'appuyant sur une série de données couvrant la période 1971-2000. En 2020, Météo-France publie une typologie des climats de la France métropolitaine dans laquelle la commune est exposée à un climat océanique altéré et est dans la région climatique Nord-est du bassin Parisien, caractérisée par un ensoleillement médiocre, une pluviométrie moyenne régulièrement répartie au cours de l’année et un hiver froid (3 °C).
Pour la période 1971-2000, la température annuelle moyenne est de 10,6 °C, avec une amplitude thermique annuelle de 15,9 °C. Le cumul annuel moyen de précipitations est de 738 mm, avec 12,4 jours de précipitations en janvier et 8,2 jours en juillet. Pour la période 1991-2020, la température moyenne annuelle observée sur la station météorologique de Météo-France la plus proche, « Troyes-Barberey », sur la commune de Barberey-Saint-Sulpice à 11 km à vol d'oiseau, est de 11,3 °C et le cumul annuel moyen de précipitations est de 644,6 mm. 
La température maximale relevée sur cette station est de 41,8 °C, atteinte le 25 juillet 2019 ; la température minimale est de −23 °C, atteinte le 17 janvier 1985,,.
Les paramètres climatiques de la commune ont été estimés pour le milieu du siècle (2041-2070) selon différents scénarios d'émission de gaz à effet de serre à partir des nouvelles projections climatiques de référence DRIAS-2020. Ils sont consultables sur un site dédié publié par Météo-France en novembre 2022.

## Urbanisme

### Typologie
Au 1er janvier 2024, Chapelle-Vallon est catégorisée commune rurale à habitat dispersé, selon la nouvelle grille communale de densité à 7 niveaux définie par l'Insee en 2022.
Elle est située hors unité urbaine. Par ailleurs la commune fait partie de l'aire d'attraction de Troyes, dont elle est une commune de la couronne,. Cette aire, qui regroupe 209 communes, est catégorisée dans les aires de 200 000 à moins de 700 000 habitants,.

### Occupation des sols

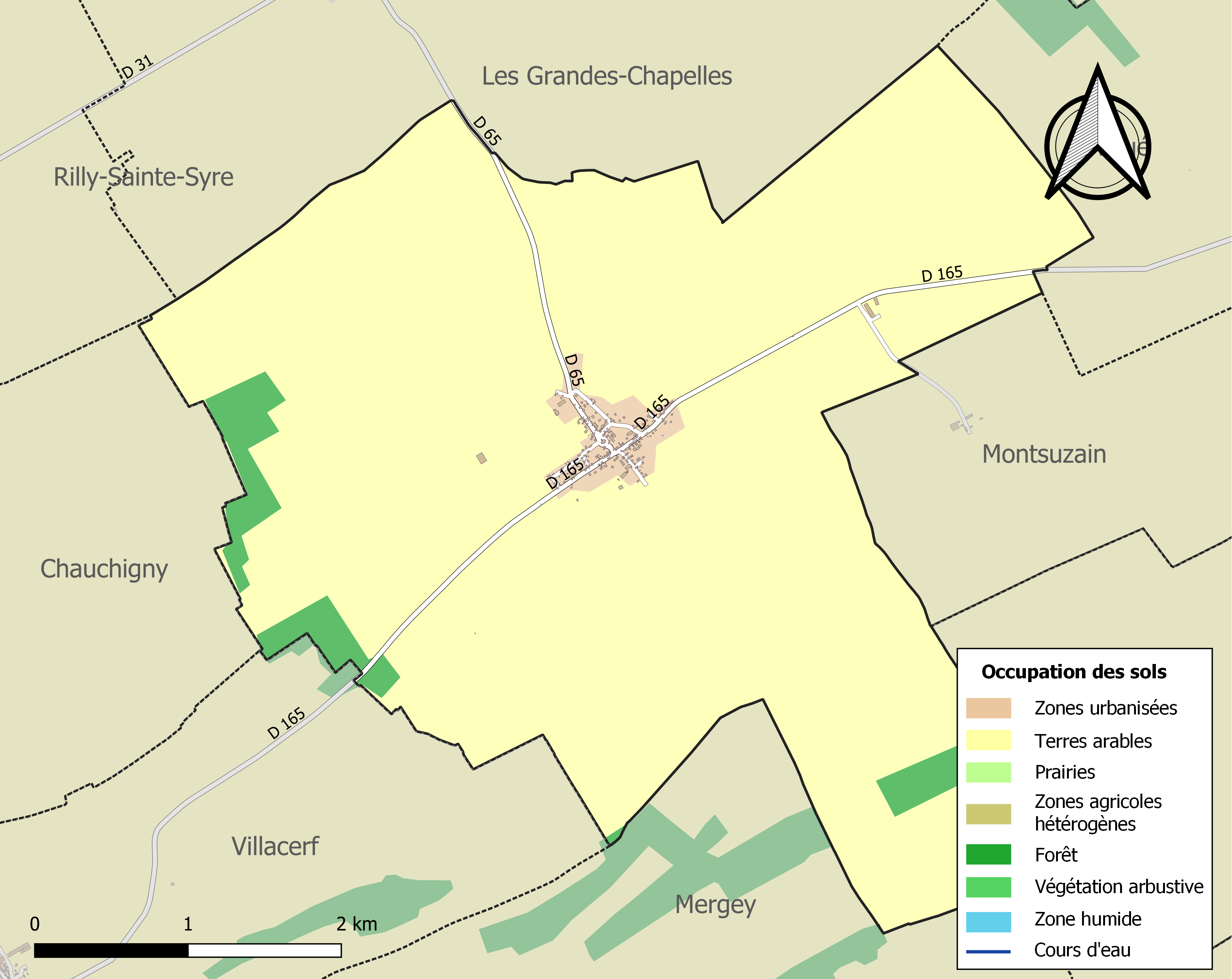
Carte des infrastructures et de l'occupation des sols de la commune en 2018 (CLC).

L'occupation des sols de la commune, telle qu'elle ressort de la base de données européenne d’occupation biophysique des sols Corine Land Cover (CLC), est marquée par l'importance des territoires agricoles (94,3 % en 2018), une proportion identique à celle de 1990 (94,3 %). La répartition détaillée en 2018 est la suivante :
terres arables (94,3 %), forêts (3,6 %), zones urbanisées (2,1 %). L'évolution de l’occupation des sols de la commune et de ses infrastructures peut être observée sur les différentes représentations cartographiques du territoire : la carte de Cassini (XVIIIe siècle), la carte d'état-major (1820-1866) et les cartes ou photos aériennes de l'IGN pour la période actuelle (1950 à aujourd'hui).

### Habitat et logement
En 2020, le nombre total de logements dans la commune était de 111, alors qu'il était de 113 en 2015 et de 97 en 2010.
Parmi ces logements, 88,4 % étaient des résidences principales, 2,9 % des résidences secondaires et 8,7 % des logements vacants. Ces logements étaient  tous des maisons individuelles.
Le tableau ci-dessous présente la typologie des logements à Chapelle-Vallon en 2020 en comparaison avec celle de l'Aube et de la France entière. Une caractéristique marquante du parc de logements est ainsi la faible proportion des résidences secondaires et logements occasionnels (2,9 %) par rapport au département (4,8 %) et à la France entière (9,7 %).
| Typologie                                               | Chapelle-Vallon | Aube | France entière |
| ------------------------------------------------------- | --------------- | ---- | -------------- |
| Résidences principales (en %)                           | 88,4            | 85,7 | 82,1           |
| Résidences secondaires et logements occasionnels (en %) | 2,9             | 4,8  | 9,7            |
| Logements vacants (en %)                                | 8,7             | 9,5  | 8,2            |

### Toponymie
Au cadastre de 1810, le village était encore Les Petites-Chapelles et avait au territoire : les Bouverots, Mont-Bonnet, le Moulin-à-Vent, Nuisement, Sainte-Croix, Sainte-Geneviève, les Tuileries.

## Histoire
Le plus ancien seigneur de Chapelle-Vallon connu est le comte de Champagne, en 1155 par la donation faite par Henri le Libéral au prieuré de Saint-Sépulcre de Sambrières. Les templiers et leur maison du village ont des droits seigneuriaux et finissent par prendre la succession de ceux du prieur. La maison du Templ, parfois désignée comme Coulour, est ensuite incluse dans les possessions de celle de Cernay.
La commanderie locale est ravagée par les guerres de Religion au XVe siècle
En 1789 le village dépendait de la généralité et l'intendance de Chalons, de l'élection et du bailliage de Troyes.

### La Chapellotte
À l'écart de la commune où se trouve la chapelle Sainte-Geneviève sur le bord de la voie de Rhèges, voie romaine allant de Rhèges à Troyes. Ce sont les restes du village de Froides-Parois, Frgidi Parietes cité au XIIe siècle dans un rôle des fiefs de Méry. Elle avait sa propre paroisse du doyenné d'Arcis avant de passer à celui de Troyes en 1427. Elle relevait de la seule collation de l'évêque.

## Politique et administration

### Rattachements administratifs et électoraux

#### Rattachements administratifs
La commune se trouve depuis 1926 dans l'arrondissement de Nogent-sur-Seine du département de l'Aube.
Elle faisait partie depuis 1801 du canton de Méry-sur-Seine. Dans le cadre du redécoupage cantonal de 2014 en France, cette circonscription administrative territoriale a disparu, et le canton n'est plus qu'une circonscription électorale.

#### Rattachements électoraux
Pour les élections départementales, la commune fait partie depuis 2014 du canton de Creney-près-Troyes
Pour l'élection des députés, elle fait partie de la première circonscription de l'Aube.

### Intercommunalité
Dans le cadre des dispositions de la loi portant nouvelle organisation territoriale de la République du 7 août 2015, qui prévoit que les établissements publics de coopération intercommunale (EPCI) à fiscalité propre doivent avoir un minimum de 15 000 habitants, la commune, restée jusqu'alors isolée, intègre le 1er janvier 2017, la communauté de communes Seine Fontaine Beauregard, formée à cette date par la fusion des anciennes communautés de communes de Plancy-l'Abbaye et Seine Fontaine Beauregard.
Cette intercommunalité exerce les compétences que lui ont transférées les communes membres dans les conditions déterminées par le code général des collectivités territoriales.

### Liste des maires
| Période                                  | Période                        | Identité             | Étiquette | Qualité                                                   |
| ---------------------------------------- | ------------------------------ | -------------------- | --------- | --------------------------------------------------------- |
| Les données manquantes sont à compléter. |                                |                      |           |                                                           |
|                                          |                                |                      |           |                                                           |
| 1793                                     | 1815                           | Benoit Clément       |           |                                                           |
| 1815                                     | 1832                           | Nicolas Hanriot      |           |                                                           |
| 1832                                     | 1846                           | M. Sainton-Florain   |           |                                                           |
| 1846                                     | 1846                           | Quentin Bourgeois    |           |                                                           |
| 1846                                     | 1848                           | M. Robert-Cottel     |           |                                                           |
| 1848                                     | après 1857                     | M. Sainton-Molins    |           |                                                           |
|                                          |                                |                      |           |                                                           |
| mars 2001                                | 2014                           | Michèle Nebot-Picard |           |                                                           |
| mars 2014                                | avril 2023                     | Michèle Ecuvillon    | DVG       | Employée Démissionnaire                                   |
| juin 2023                                | En cours (au 30 novembre 2023) | Guilène Bouchot      |           | Profession intermédiaire de la santé et du travail social |

## Équipements et services publics

### Enseignement
L'école communale ferme à la rentrée 2018.

## Démographie
L'évolution du nombre d'habitants est connue à travers les recensements de la population effectués dans la commune depuis 1793. Pour les communes de moins de 10 000 habitants, une enquête de recensement portant sur toute la population est réalisée tous les cinq ans, les populations de référence des années intermédiaires étant quant à elles estimées par interpolation ou extrapolation. Pour la commune, le premier recensement exhaustif entrant dans le cadre du nouveau dispositif a été réalisé en 2006.

En 2022, la commune comptait 232 habitants, en évolution de −4,92 % par rapport à 2016 (Aube : +0,7 %, France hors Mayotte : +2,11 %).
| 1793 | 1800 | 1806 | 1821 | 1831 | 1836 | 1841 | 1846 | 1851 |
| ---- | ---- | ---- | ---- | ---- | ---- | ---- | ---- | ---- |
| 581  | 555  | 526  | 449  | 459  | 484  | 503  | 499  | 479  |

| 1856 | 1861 | 1866 | 1872 | 1876 | 1881 | 1886 | 1891 | 1896 |
| ---- | ---- | ---- | ---- | ---- | ---- | ---- | ---- | ---- |
| 471  | 460  | 449  | 421  | 392  | 379  | 369  | 379  | 343  |

| 1901 | 1906 | 1911 | 1921 | 1926 | 1931 | 1936 | 1946 | 1954 |
| ---- | ---- | ---- | ---- | ---- | ---- | ---- | ---- | ---- |
| 314  | 280  | 242  | 201  | 209  | 206  | 186  | 187  | 173  |

| 1962 | 1968 | 1975 | 1982 | 1990 | 1999 | 2006 | 2011 | 2016 |
| ---- | ---- | ---- | ---- | ---- | ---- | ---- | ---- | ---- |
| 165  | 176  | 165  | 162  | 186  | 196  | 191  | 237  | 244  |

| 2021 | 2022 | - | - | - | - | - | - | - |
| ---- | ---- | - | - | - | - | - | - | - |
| 236  | 232  | - | - | - | - | - | - | - |

## Culture locale et patrimoine

### Lieux et monuments
- L'église Saint-Pierre-ès-Liens appartenait au grand doyenné Troyes, elle appartenait au prieur de saint-Sépulcre auquel elle avait été donnée en 1114. La tour est du XIIe siècle avec la nef, pour le reste elle est du XVIe siècle.

- L'église Saint-Pierre-ès-Liens

"L'église
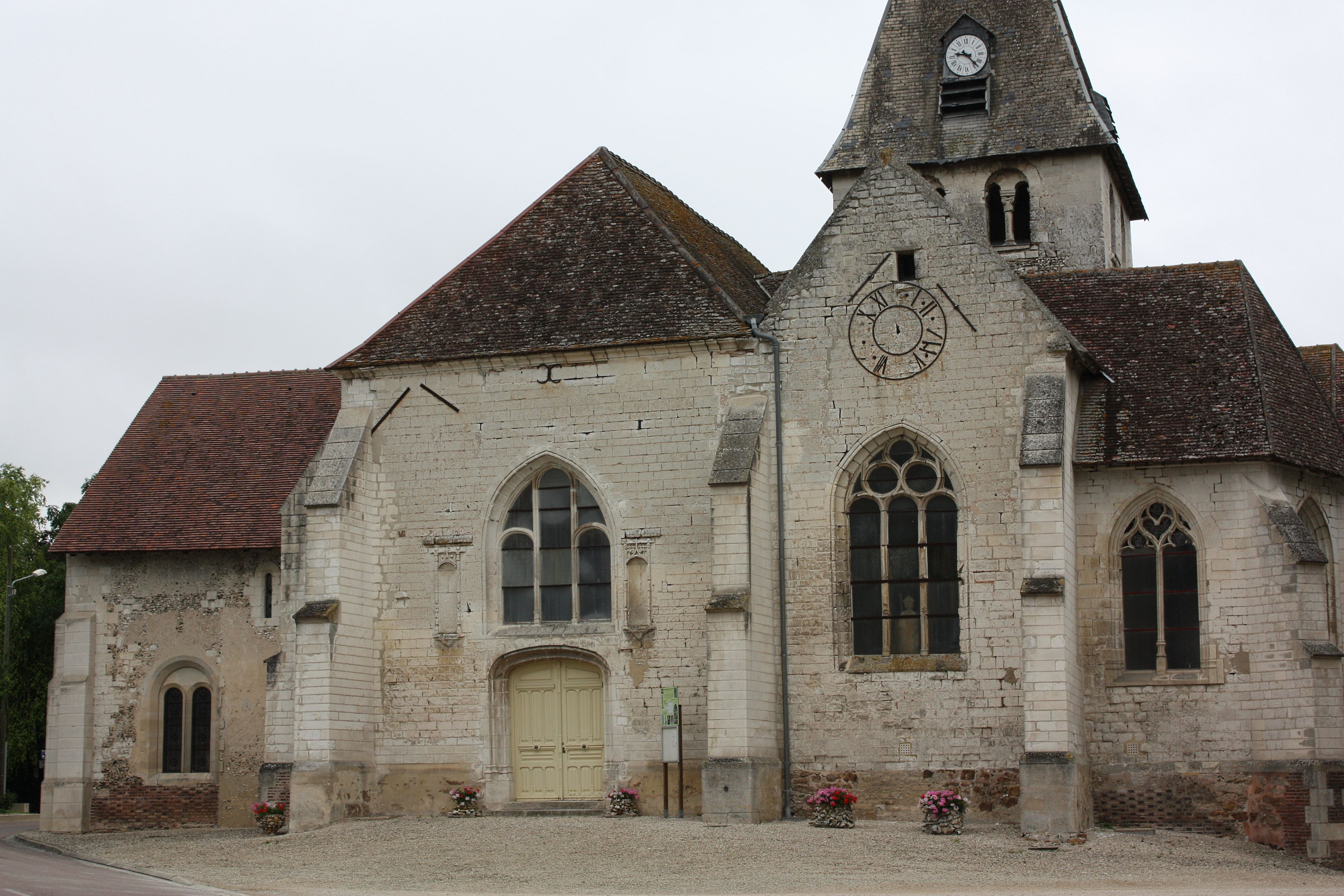
Façade sud.
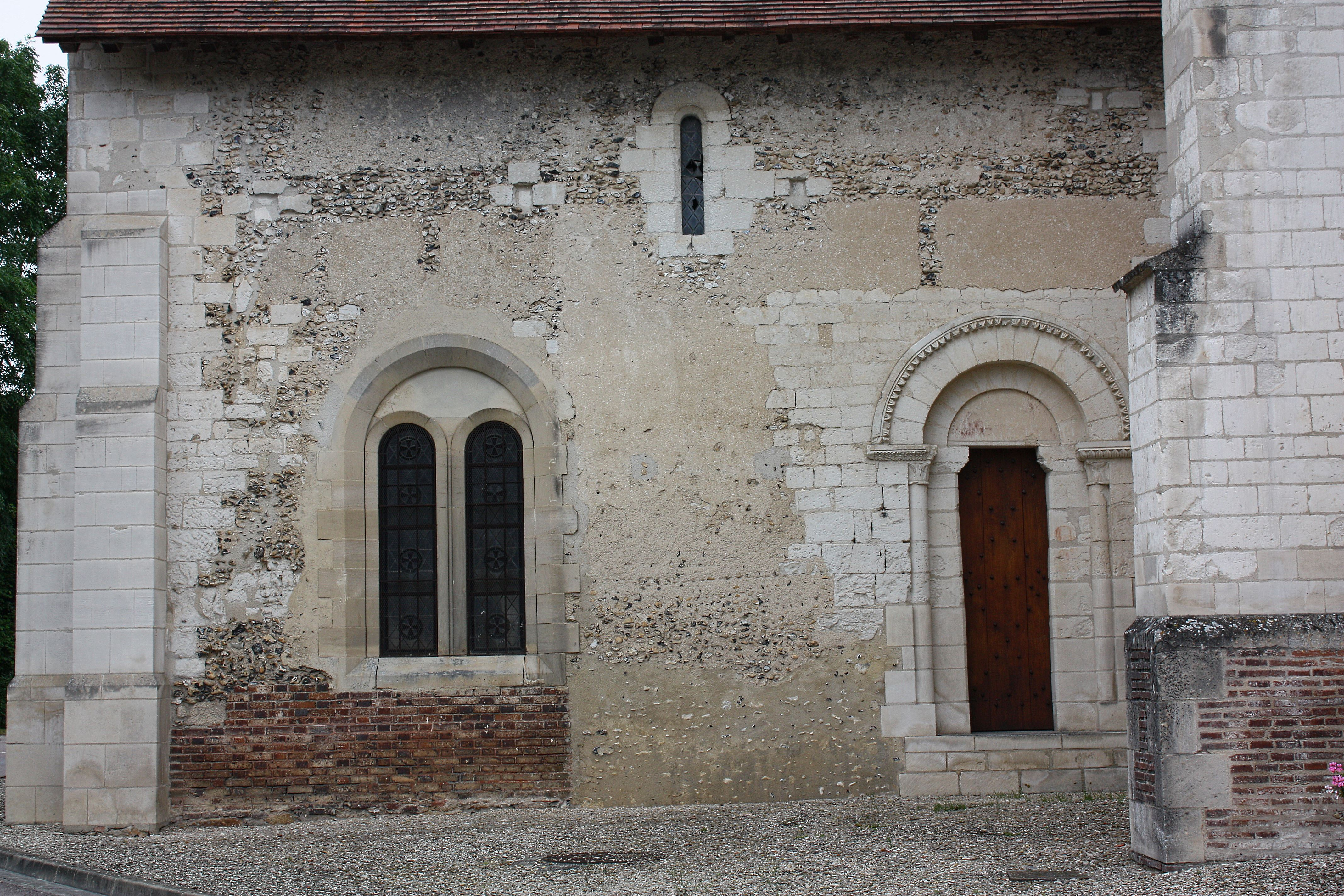
Détail de la façade sud de la njef.
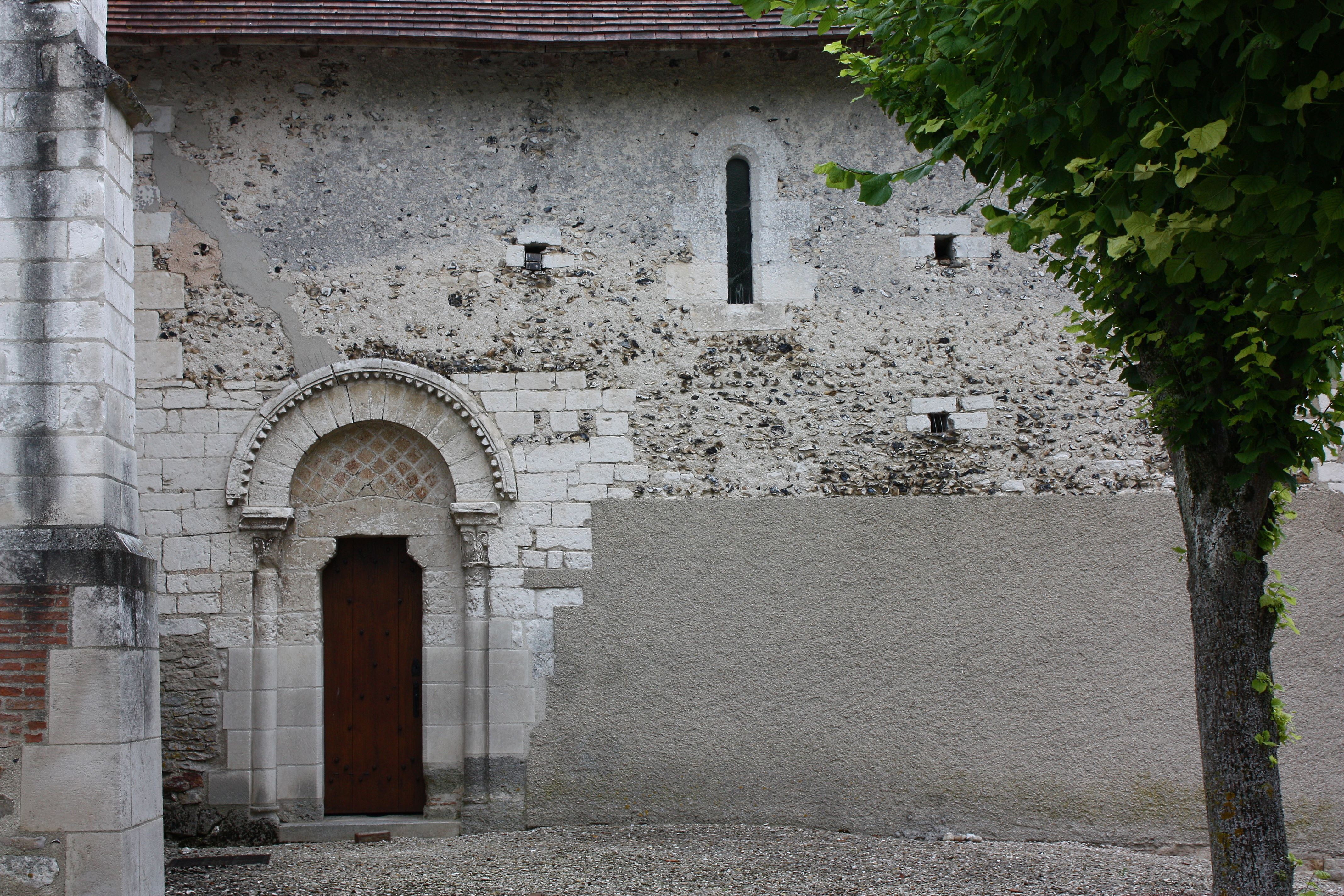
Détail de la façade nord de la nef.

- Chapelle Sainte-Geneviève de Chapelle-Vallon.

## Pour approfondir